# Das Zeichen des Teufels
Das Zeichen des Teufels (OT: La Marca del Demonio) ist ein mexikanischer Horrorfilm von Diego Cohen aus dem Jahr 2020. Der Film behandelt das Thema Exorzismus.

## Handlung
Die Linguistin Cecilia bekommt ein uraltes Buch überreicht, das etwas an das Necronomicon erinnert, jenes legendäre Werk von H. P. Lovecraft, mit dem man Dämonen beschwören kann. Trotz aller Vorsichtsmaßnahmen fällt es in die Hände ihrer beiden Töchter Camila und Fernanda. Camila trägt etwas aus dem Buch vor, hat jedoch keine Ahnung, was sie damit anrichtet. Nach einer nächtlichen Sauftour fällt sie für drei Tage in ein Koma, doch ihrer Schwester Fernanda fällt schnell auf, dass es nicht nur der Alkohol war: ihre Schwester spricht in Latein und bekommt groteske schwarze Augen, wenn sie sich aufregt.
Fernanda wendet sich an Karl Nüni, einen Priester, der sich auf Exorzismus spezialisiert hat, aber auch selbst seine Dämonen mit sich herumträgt. Er ist alkohol- und drogenabhängig. Zusammen mit seinem Zögling Tomás, selbst besessen und unberechenbar, nehmen sich die beiden des Falles an.
Während der Exorzismus anläuft, kommen die Eltern dazwischen, die zunächst alles unterbinden wollen. Doch als auch noch Fernanda auf Priester und Eltern losgeht, ist es zu spät. In einem grausamen Showdown werden die Eltern getötet. Es gelingt Tomás, die beiden Schwestern von den Dämonen zu befreien. Sie müssen jetzt mit der Schuld leben, ihre Eltern ermordet zu haben. Für Tomás ist es ebenfalls zu spät, er stirbt an Ort und Stelle. Karl bringt ihn in die Berge und bettet ihn in einer Höhle zur letzten Ruhe. Drei Tage später kehrt er von den Toten zurück.

## Hintergrund
Der Film erschien am 3. Januar 2020 in Mexiko. Er wurde von Netflix aufgekauft und synchronisiert und erlebte seine weltweite Premiere am 27. März 2020 auf der Streamingplattform.

## Kritiken
Der Film wurde generell eher schlecht bewertet. Janick Nolting von Filmstarts vergab nur einen von fünf möglichen Sternen und resümierte: „Da hilft auch der beste Exorzist nicht mehr! Das Zeichen des Teufels ist wirr erzähltes und öde inszeniertes Grusel-Fast-Food zum Dahinschlummern.“ Oliver Armknecht von Film-rezensionen vergab 3 von zehn Punkten. Sein Fazit: „Das Zeichen des Teufels fängt unauffällig an, hat ein paar solide Bilder und einen talentierten Hauptdarsteller. Das reicht aber nicht aus, um dem uninspirierten Horror-Murks um eine Jugendliche, die nach dem Lesen eines bösen Buches besessen ist, auch nur die geringste Empfehlung aussprechen zu wollen.“